# Claude Pickens

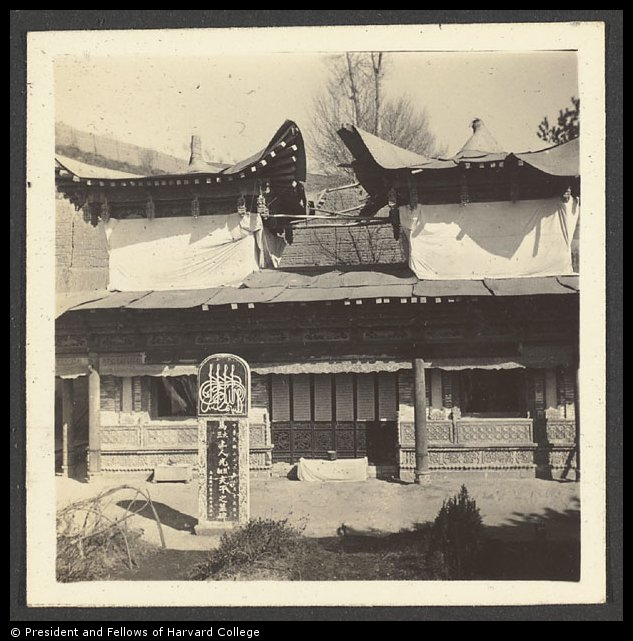
Náhrobek mistra Ma, Hsüan Hua Kang, Kansu

Reverend Claude L. Pickens junior (1900, Alexandria, Virginie, USA – 1985, Annisquam, Massachusetts) byl se svou manželkou Elizabeth Zwemer Pickensovou, americký misionář a fotograf v severozápadní Číně. Ve spolupráci s čínskou vnitrozemskou misí jeho studium kmene Chuejů a Tibeťanů v letech 1933 a 1936 vytvořilo důležité fotografické sbírky.

## Galerie

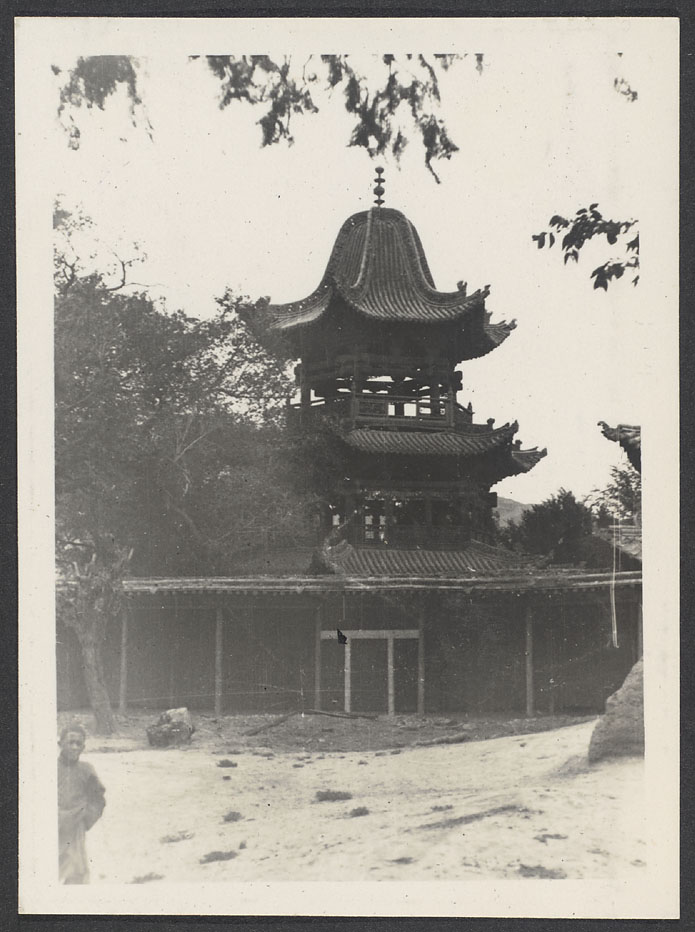
Muslim man and Salar minaret in Kehtsikung
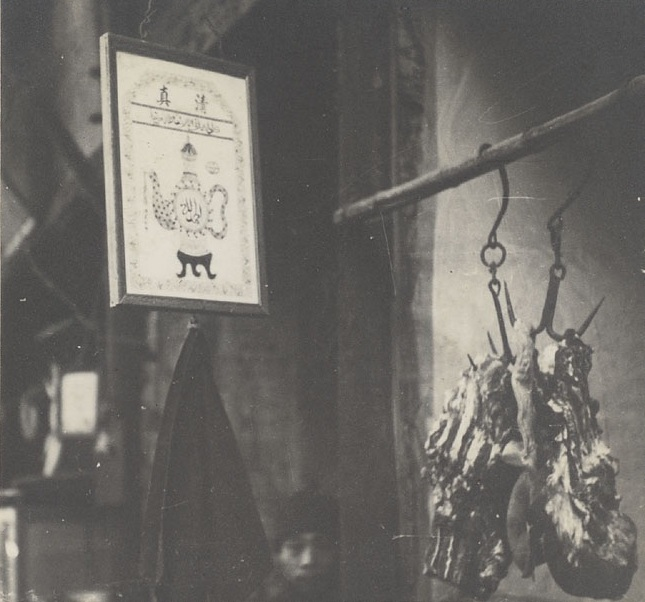
Muslim meat shop halal sign, Hankow China, 1935
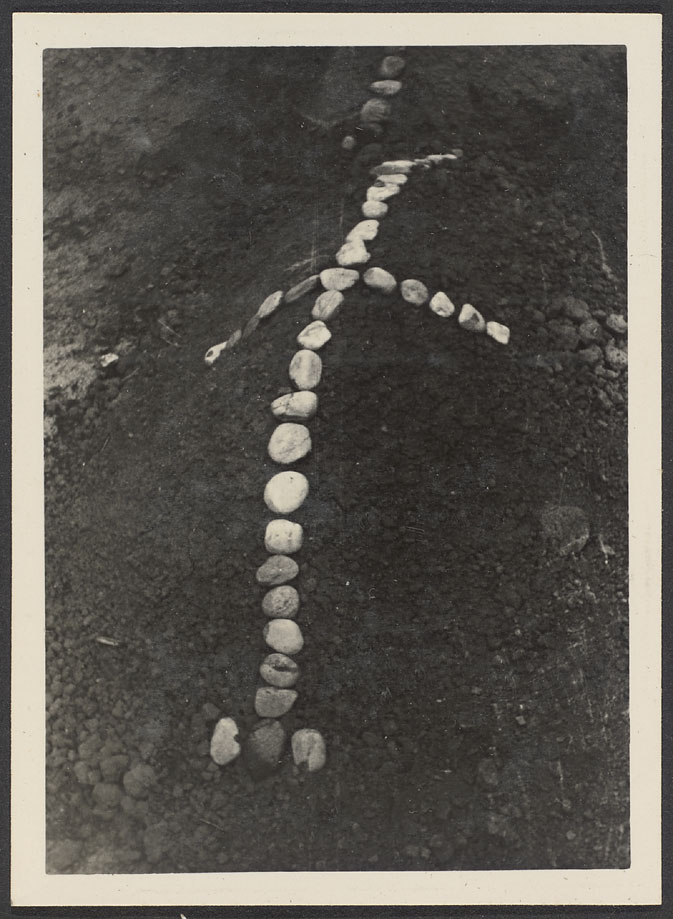
Salar grave in Kehtsikung Tsinghai
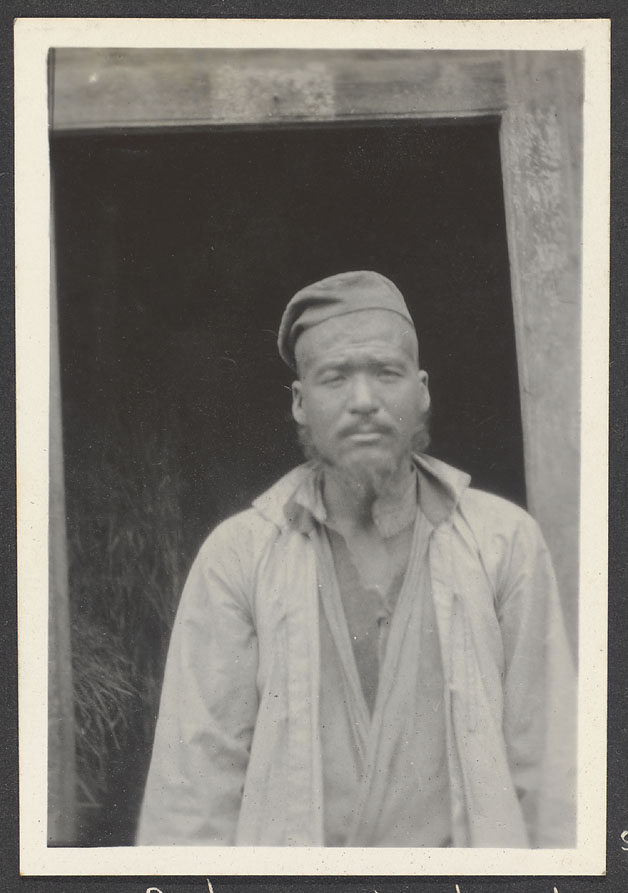
Salar husband
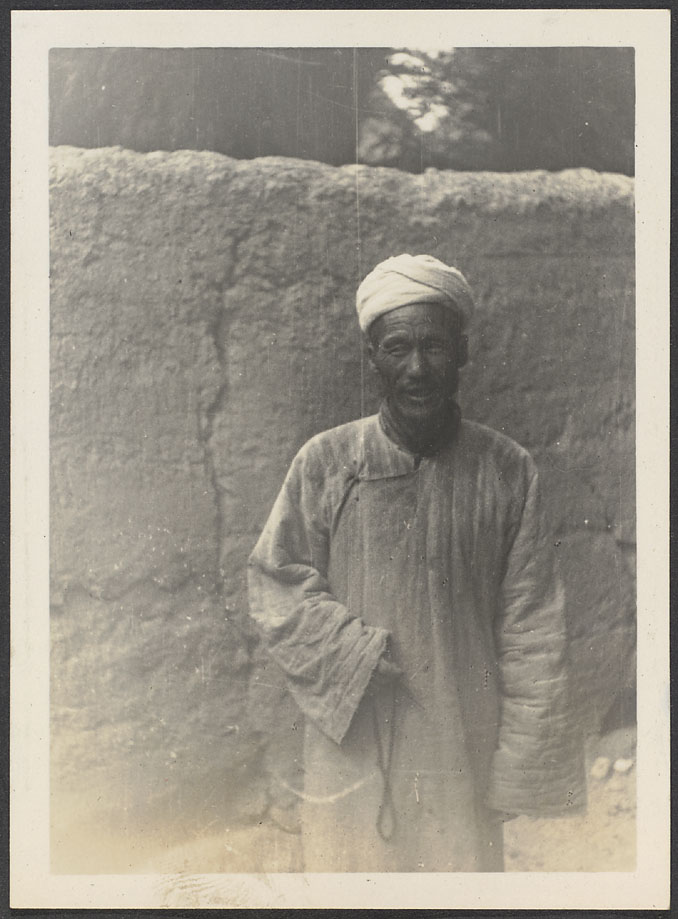
Salar man after prayers
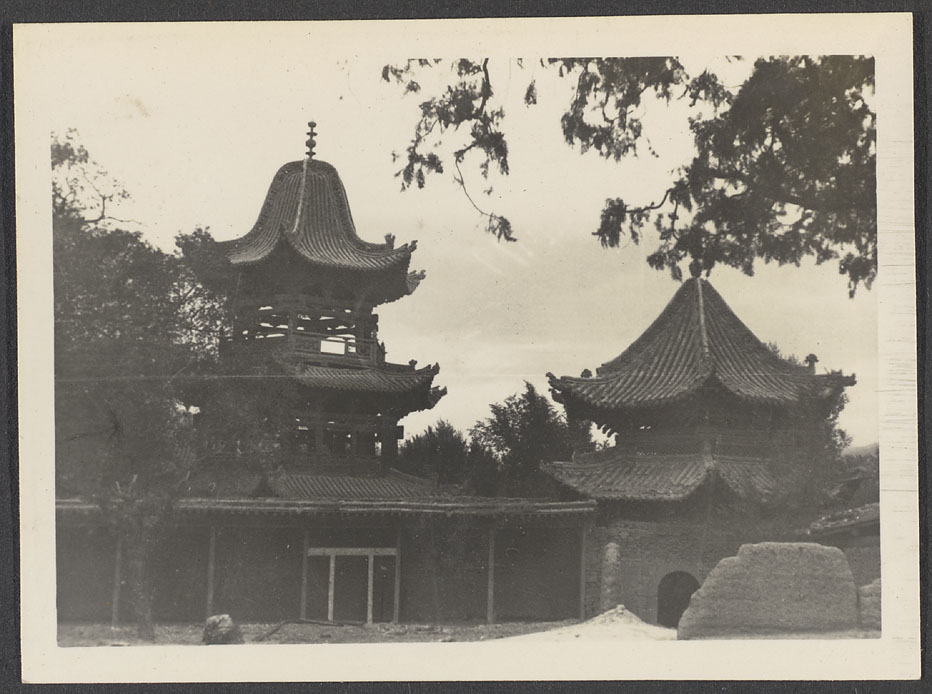
Salar mosque in Kehtsikung
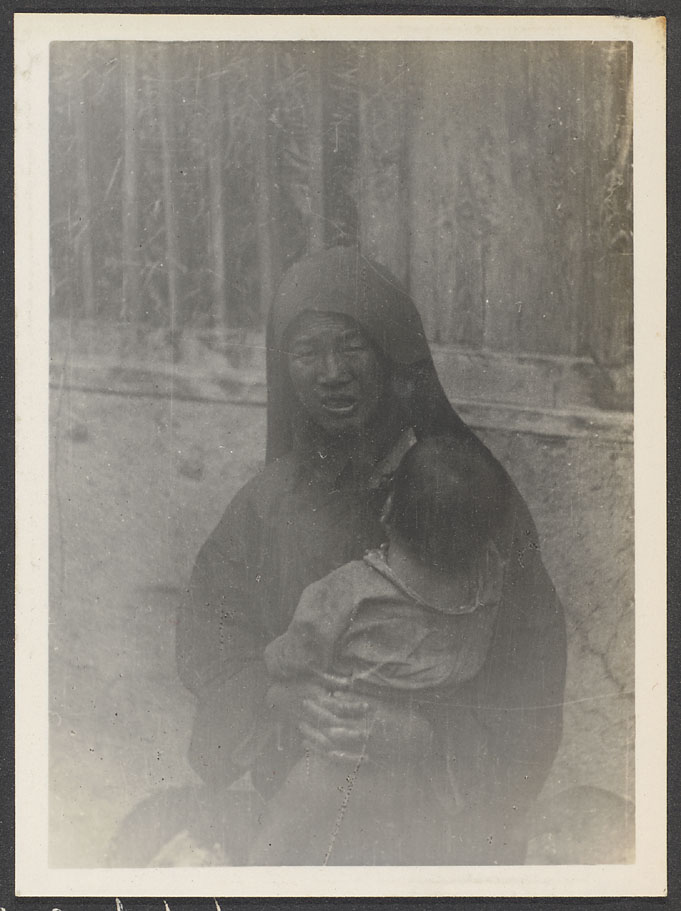
Salar wife and baby from Xunhua
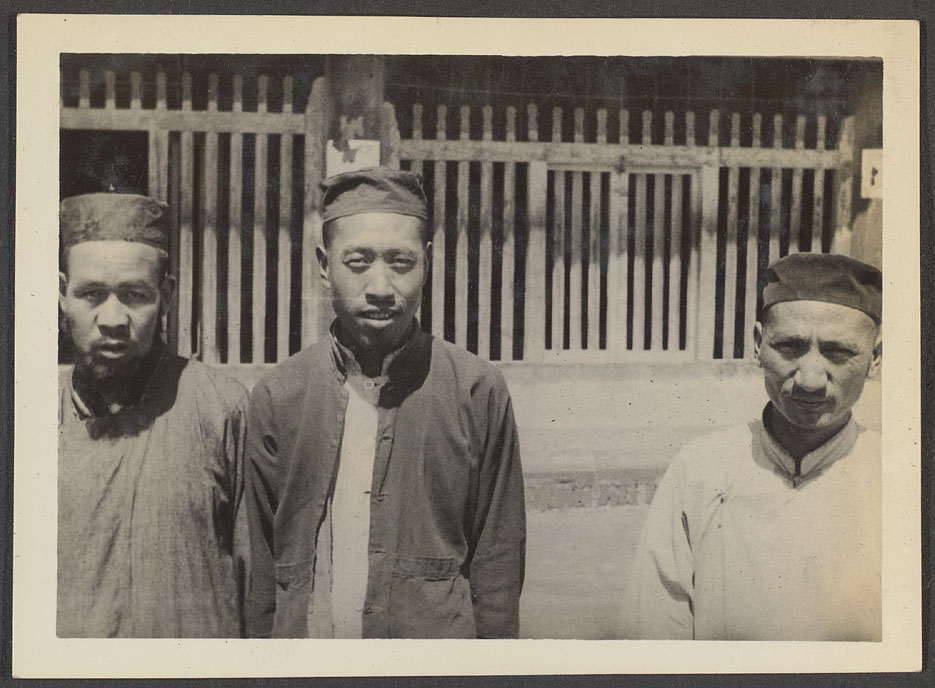
Three muslim student ahongs in Xining